# Wäinö Aaltonen
Wäinö Waldemar Aaltonen (Karinainen, 8 marzo 1894 – Helsinki, 30 maggio 1966) è stato uno scultore e pittore finlandese.

## Biografia
Figlio di un sarto, divenne sordo da bambino e cominciò a dedicarsi all'arte frequentando la scuola di disegno di Turku fra il 1910 e il 1915. Nella scultura però fu un autodidatta e un viaggio compiuto in Italia nel 1923 lo avvicinò all'arte del cubismo e del futurismo.
Fu autore di monumenti commemorativi di carattere patriottico, che iniziò ad esporre per la prima volta nel 1916, tra cui la statua alla libertà di Savonlinna, realizzata tra il 1918 e il 1921, il monumento all'atleta Paavo Nurmi del 1924, il bassorilievo a Helsinki del 1940, distrutto nella seconda guerra mondiale, il monumento ad Alexis Kivi a Helsinki, e il monumento per il movimento cooperativo a Tampere del 1950.